# Rio Bistra (Mureș)
O Rio Bistra é um rio da Romênia afluente do Rio Mureş, localizado no distrito de Mureş.